# Metadromius palmi
Metadromius palmi es una especie de escarabajo de la familia Carabidae.

## Distribución geográfica
Es endémico de las islas Canarias (España).